# 名古屋市東山公園テニスセンター
名古屋市東山公園テニスセンター（なごやしひがしやまこうえんテニスセンター）は、愛知県名古屋市天白区に在する庭球競技場。

## 概要
本競技場は、名古屋市民の憩いの場として知られる東山公園の一角に建設され、1993年（平成5年）7月16日に開場した。
1994年（平成6年）の第49回国民体育大会（愛知国体／わかしゃち国体）では硬式／軟式のテニス競技の会場として使用された。
本競技場は国際規格で造成されているため、国際大会から一般大会まであらゆるカテゴリーの公式競技の開催が可能となっている。2018年（平成30年）度を例に取ると、愛知県を中心に東海エリアのジュニアカテゴリー（主に中学校・高等学校年代）大会の開催実績が高い。
なお、本競技場はスポーツ用品メーカーの美津濃を代表とし、同社の子会社であるMIZUNOスポーツサービス、名古屋市の外郭団体である名古屋市みどりの協会の三者により構成される『東山の森3Mパートナーズ』が指定管理者に指名され、2016年（平成28年）4月1日より2019年（平成31年）3月31日まで本競技場及び付随施設の管理を担当している。
2026年（令和8年）に愛知県及び名古屋市の共同により開催される予定の2026年アジア競技大会では硬式／軟式両方のテニス競技の会場となる予定である。

## 施設
- 敷地面積：約8.6ヘクタール
- センターコート：1面（ハードコート、3,955平方メートル、観客席収容数：3,000名）
- 屋内コート：4面（4,320平方メートル、観客席収容数：500名）
- 屋外コート：15面